# コモンウェルス・バンク・テニス・クラシック
コモンウェルス・バンク・テニス・クラシック (Commonwealth Bank Tennis Classic)は、1994年から2008年まで、途中一度の中断を挟み1994年から1997年までインドネシアのスラバヤ、1999年から2000年までマレーシアのクアラルンプール、2001年から2008年までインドネシアのバリ島でそれぞれ開催されていた女子プロテニスツアーWTAツアートーナメント大会である。サーフェスは屋外ハードコート。冠スポンサーは1994年から2006年まではインドネシアの煙草会社ウィスミラク・シガーが務め、最後の2年間はオーストラリア・コモンウェルス銀行が務めていた。2009年から新たにバリ島で開催されているコモンウェルス・バンク・トーナメント・オブ・チャンピオンズの開始に伴い、発展的に大会の歴史に幕を下ろした。特に大会運営のスムーズさやホスピタリティの面で高い評価を受けていた大会として知られ、2007年大会と2008年大会の大会運営でWTAアワード年間最優秀トーナメントを受賞している。

## 大会歴代優勝者

### シングルス
| 開催地                        | 年   | 優勝                       | 準優勝                       | 試合結果           |
| ----------------------------- | ---- | -------------------------- | ---------------------------- | ------------------ |
| スラバヤ (インドネシア)       | 1994 | エレナ・ワーグナー         | 杉山愛                       | 2–6, 6–0, 途中棄権 |
| スラバヤ (インドネシア)       | 1995 | 王思婷                     | 易景茜                       | 6–1, 6–1           |
| スラバヤ (インドネシア)       | 1996 | 王思婷                     | 宮城ナナ                     | 6–4, 6–0           |
| スラバヤ (インドネシア)       | 1997 | ドミニク・ファン・ルースト | レンカ・ネメチコバ           | 6–1, 6–3           |
| クアラルンプール (マレーシア) | 1999 | アサ・カールソン           | エリカ・デローン             | 6–2, 6–4           |
| クアラルンプール (マレーシア) | 2000 | ヘンリエッタ・ナギョワ     | イバ・マヨリ                 | 6–4, 6–2           |
| バリ島 (インドネシア)         | 2001 | アンジェリク・ウィジャヤ   | ヨアネット・クルーガー       | 7–6(2), 7–6(4)     |
| バリ島 (インドネシア)         | 2002 | スベトラーナ・クズネツォワ | コンチタ・マルティネス       | 3–6, 7–6(4), 7–5   |
| バリ島 (インドネシア)         | 2003 | エレーナ・デメンチェワ     | チャンダ・ルビン             | 6–2, 6–1           |
| バリ島 (インドネシア)         | 2004 | スベトラーナ・クズネツォワ | マルレーネ・ワインガルトナー | 6–1, 6–4           |
| バリ島 (インドネシア)         | 2005 | リンゼイ・ダベンポート     | フランチェスカ・スキアボーネ | 6–2, 6–4           |
| バリ島 (インドネシア)         | 2006 | スベトラーナ・クズネツォワ | マリオン・バルトリ           | 7–5, 6–2           |
| バリ島 (インドネシア)         | 2007 | リンゼイ・ダベンポート     | ダニエラ・ハンチュコバ       | 6–4, 3–6, 6–2      |
| バリ島 (インドネシア)         | 2008 | パティ・シュナイダー       | タミラ・パシェク             | 6–3, 6–0           |

### ダブルス
| 開催地                        | 年   | 優勝                                                | 準優勝                                                      | 試合結果         |
| ----------------------------- | ---- | --------------------------------------------------- | ----------------------------------------------------------- | ---------------- |
| スラバヤ (インドネシア)       | 1994 | ヤユク・バスキ ロマーナ・テジャクスマ               | 長塚京子 杉山愛                                             | 試合前棄権       |
| スラバヤ (インドネシア)       | 1995 | ペトラ・カムストラ ティナ・クリザン                 | 宮城ナナ ステファニー・リース                               | 2-6, 6-4, 6-1    |
| スラバヤ (インドネシア)       | 1996 | アレクサンドラ・フセ ケリー＝アン・グース           | ティナ・クリザン ノエル・ファン・ロッタム                   | 6-4, 6-4         |
| スラバヤ (インドネシア)       | 1997 | ケリー＝アン・グース 平木理化                       | モーリーン・ドレーク レナタ・コルボビック                   | 6-1, 7-6(5)      |
| クアラルンプール (マレーシア) | 1999 | エレナ・コスタニッチ ティナ・ピスニク               | 平木理化 吉田友佳                                           | 3-6, 6-2, 6-4    |
| クアラルンプール (マレーシア) | 2000 | ヘンリエッタ・ナギョワ シルビア・プリシュケ         | リーゼル・ホーン ヴァネッサ・ウェッブ                       | 6-4, 7-6(4)      |
| バリ島 (インドネシア)         | 2001 | エビー・ドミニコビッチ タマリネ・タナスガーン       | ジャネット・リー ウィニー・プラクシャ                       | 6-7(4), 6-2, 6-3 |
| バリ島 (インドネシア)         | 2002 | カーラ・ブラック ビルヒニア・ルアノ・パスクアル     | スベトラーナ・クズネツォワ アランチャ・サンチェス・ビカリオ | 6-2, 6-3         |
| バリ島 (インドネシア)         | 2003 | マリア・ベント＝カブチ アンジェリク・ウィジャヤ     | エミリ・ロワ ニコル・プラット                               | 7-5, 6-2         |
| バリ島 (インドネシア)         | 2004 | アナスタシア・ミスキナ 杉山愛                       | スベトラーナ・クズネツォワ アランチャ・サンチェス・ビカリオ | 6-3, 7-5         |
| バリ島 (インドネシア)         | 2005 | アンナ＝レナ・グローネフェルト メガン・ショーネシー | 晏紫 鄭潔                                                   | 6-3, 6-3         |
| バリ島 (インドネシア)         | 2006 | リンゼイ・ダベンポート コリーナ・モラリュー         | ナタリー・グランディン トゥルーディ・マスグレーブ           | 6-3, 6-4         |
| バリ島 (インドネシア)         | 2007 | 季春美 孫勝男                                       | ジル・クレイバス ナタリー・グランディン                     | 6-3, 6-2         |
| バリ島 (インドネシア)         | 2008 | 謝淑薇 彭帥                                         | マルタ・ドマホフスカ ナディア・ペトロワ                     | 6-4, 5-7, 11-9   |